# Järnvägslinjen Hjo–Stenstorp
Järnvägslinjen Hjo–Stenstorp var Hjo–Stenstorps Järnvägs huvudlinje med spårvidden 891 mm. I samband med förstatligandet av smalspårsnätet i Västra Götaland övertog SJ linjen den 1 juli 1948.

## Byggnation
Efter att Hjo–Stenstorps Järnväg (HSJ) hade bildats 1871 erhölls år 1872 koncessionen och ett statligt lån på 240 000 kronor för sträckan Stenstorp–Hjo. Bygget utfördes av järnvägsbyggaren Anders Wallenius som hade gett kostnadsförslag på banbyggandet samt på fem stationshus. Kontrollant för bygget var kaptenen Anton Ludvig Djurson vid Kungl. Väg- och Vattenbyggnadskåren. Den 39 kilometer långa banan invigdes den 13 november 1873 och hade kostat 570 675 kronor jämför med den beräknade kostnaden på 575 000  kronor inklusive lok, vagnar med mera.

## Sträckningen
Från Stenstorps station på Västra stambanan som med tiden blev en mindre järnvägsknut gick linjen österut mot Dala station. Stationen låg trots sitt namn närmare två kilometer från själva Dala kyrkby. Från Dala gick linjen in i skogen mot Svensbro station där linjen mot Tidaholm anslöt. Nästa station var Vretens station som tillkom på Gösta Posses initiativ. Posse var en av grundarna av HSJ och stationen kom att få stor betydelse för mejeri och sågverksindustrin som växte upp kring godset Wreten. Därefter passerade linjen norr om torvmossen Hjortamossen fram till Fridene station som kom att bli en betydande station för godstrafik genom torvindustrierna på mossen. Strax före Blikstorps station passerade linjen ån Tidan. Vid Korsberga station bidrog tegelbruket till en betydande trafik. Sista stationen innan Hjo var Mofalla station innan linjen rundade Mullsjön på väg in mot Hjo station. Kuranstalten bidrog till passagerartrafiken och hamnen med sina båtförbindelser över Vättern bidrog till godstrafiken.

## Slutet
Under 1948 förstatligades alla kvarvarande privata järnvägsbolag med smalspåriga linjer i Västra Götaland, den 1 juli 1948 övertogs HSJ:s linjer av Statens Järnvägar. Vid tiden för övertagandet var linjen i tämligen dåligt skick på grund av eftersatt underhåll och den stora trafikökningen under andra världskriget. År 1956 upphörde trafiken på sträckan Svensbro-Tidaholm, vilket reducerade trafiken på linjen Hjo–Stenstorp. Den 28 maj 1961 upphörde persontrafiken och den 1 september 1967 gick det sista godståget på linjen Hjo–Stenstorp. Vintern 1967–1968 revs rälsen upp.